# Arnold Short
Arnold Short (Weatherford, 3 ottobre 1932 – Oklahoma City, 26 settembre 2014) è stato un cestista statunitense.

## Carriera
Dal 1950 al 1954 ha giocato con Oklahoma City University (OCU), venendo poi scelto al Draft NBA 1954 dai Fort Wayne Pistons come 13ª scelta assoluta; tuttavia non giocò mai in NBA.
Con gli Oklahoma City Stars venne nominato All-American nel 1953 e nel 1954: fu il primo All-American nella storia dell'università di Oklahoma City. Negli anni successivi al college giocò nei Phillips 66ers in National Industrial Basketball League (NIBL).
Dopo il ritiro ricoprì l'incarico di direttore atletico della OCU, divenendo anche maestro di tennis. Nel 2001 è stato inserito nell'Oklahoma Sports Hall of Fame.